# Pordenone/The Great Complotto
Pordenone/The Great Complotto è una compilation, pubblicata del 1980, che raccoglie 18 brani di gruppi del movimento pordenonese The Great Complotto.
Il disco viene oggi considerato un'autentica pietra miliare della scena italiana del nuovo punk rock di fine anni settanta e primi anni ottanta, che ha permesso al pubblico italiano di scoprire la scena alternativa pordenonese.

## Descrizione
L'album fu realizzato grazie all'interessamento diretto del dj Red Ronnie, che venne a conoscenza del movimento dopo aver assistito al London Cartoon Concert di Tampax e HitlerSS, un concerto abusivo tenuto dai due gruppi a Londra sotto il ponte di Aklam a Portobello Road, in seguito al quale i loro componenti vennero arrestati. Red Ronnie fece pressione nei confronti della Italian Record perché producesse un album in grado di comunicare e testimoniare così quella stessa energia, ma Ado Scaini (Tampax) e Fabio Zigante, in arte Miss Xox (HitlerSS), vollero che vi prendessero parte anche gli altri artisti della scena pordenonese legata al movimento The Great Complotto.
Oltre a quelle di Tampax e HitlerSS, nel disco sono anche raccolte le performance dei gruppi Sexy Angels, Cancer, W.K.W., Andy Warhol Banana Technicolor, The Little Chemists, Fhedolts, Mess, Musique Mecanique, Waalt Diisney Production e Mind Invaders. Nonostante la scarsa distribuzione, il disco ottenne una buona attenzione da parte dei media, dato che fu in grado di suscitare curiosità per gli aspetti sociologici del movimento stesso e per l'uso della tecnologia e della musica elettronica, cosa allora piuttosto inedita. Tra i primi a interessarsi al disco vi furono, oltre allo stesso Red Ronnie, Carlo Massarini - che realizzò un servizio per Mister Fantasy con protagonista un allora ancora sconosciuto Roberto D'Agostino - e Giovanni Minoli.
L'album è stato pubblicato nel 1980 dalla Italian Records in LP e dalla Compact Cassette Echo in musicassetta. La prima ristampa è avvenuta nel 2009, per opera della Shake Edizioni, che ha pubblicato la compilation in CD con l'aggiunta di numerose tracce aggiuntive, mentre una ristampa in vinile dell'originale è stata realizzata dalla Spittle Records nel 2014. La copertina del disco, che riporta la dicitura Pordenone - Campanile S. Giorgio (Particolare), ricordando una cartolina turistica, raffigura per l'appunto il campanile della chiesa di San Giorgio in centro a Pordenone. Sul retro della copertina appaiono invece le foto dei vari artisti in una sorta di gioco dell'oca a forma di spirale.

## Tracce
LP Italian Records (1980)
1. Mess – Paraguay – 3:20
2. Fhedolts – Stimolation – 2:18
3. Sexy Angels – Atoms For Energy – 2:15
4. Andy Warhol Banana Technicolor – I'm In Love With My Computer – 3:47
5. Mind Invaders – Individual Therapy – 0:07
6. Cancer – 000010 – 2:15
7. Cancer – 000001 – 1:12
8. Musique Mecanique – Atoms For Energy – 2:10
9. Musique Mecanique – Good Ideas Must Not Fall In The Hands Of The Enemy – 2:14
10. Tampax/HitlerSS – London Cartoon Concert – 1:15
11. Fhedolts – Herating – 1:56
12. Andy Warhol Banana Technicolor – The Future – 3:58
13. Mess – Foolish Girls – 3:37
14. W.K.W. – Wyatt Earp – 2:00
15. Sexy Angels – La Beat – 2:12
16. Little Chemists – Fe₂CR 0 – 0:07
17. Waalt Diisneey Production – Chips Dorè (I.D.Y.) – 2:05
18. Waalt Diisneey Production – (I Need) Action – 4:30

Durata totale: 41:18
CD Shake Edizioni (2009)
1. Mess – Paraguay – 3:20
2. Fhedolts – Stimolation – 2:18
3. Sexy Angels – Atoms For Energy – 2:15
4. Andy Warhol Banana Technicolor – I'm In Love With My Computer – 3:47
5. Mind Invaders – Individual Therapy – 0:07
6. Cancer – 000010 – 2:15
7. Cancer – 000001 – 1:12
8. Musique Mecanique – Atoms For Energy – 2:10
9. Musique Mecanique – Good Ideas Must Not Fall In The Hands Of The Enemy – 2:14
10. Tampax/HitlerSS – London Cartoon Concert – 1:15
11. Fhedolts – Herating – 1:56
12. Andy Warhol Banana Technicolor – The Future – 3:58
13. Mess – Foolish Girls – 3:37
14. W.K.W. – Wyatt Earp – 2:00
15. Sexy Angels – La Beat – 2:12
16. Little Chemists – Fe₂CR 0 – 0:07
17. Waalt Diisneey Production – Chips Dorè (I.D.Y.) – 2:05
18. Waalt Diisneey Production – (I Need) Action – 4:30
19. Fhedolts – Monster In The Disco – 0:51
20. Andy Warhol Banana Technicolor – We Aren't Devo Revo – 4:29
21. Sexy Angels – Devil – 2:06
22. Cancer – 000011 – 3:57
23. HitlerSS – W77 – 0:44
24. HitlerSS – No Solution – 3:01
25. HitlerSS – Ufo Dictator – 3:57
26. XX Century Zorro – La Cote D'Azur – 1:32
27. Brucia Tequila (video)

Durata totale: 61:55

## Crediti
- Ado Scaini - produzione
- Oderso Rubini - produzione
- Red Ronnie - produzione

## Edizioni
- 1980 - Pordenone/The Great Complotto (Italian Records, TIXE 001, LP)
- 1980 - Pordenone/The Great Complotto (Compact Cassette Echo, D1, MC)
- 2009 - Pordenone/The Great Complotto (Astroman.it/Shake Edizioni, ASTRO 012, CD)
- 2014 - Pordenone/The Great Complotto (Spittle Records, SPITTLE48, LP)